# Колли-Марки, Микеланджело Алессандро
Микеланджело Алессандро Колли-Марки (итал. Michelangelo Alessandro Colli-Marchi; 1738, около Виджевано — 22 декабря 1808, Флоренция) — австрийский и сардинский военачальник, один из основных противников Наполеона в Итальянской кампании (1796—1797).

## Биография
Родился в Ломбардии в 1738 году, в дворянской семье. В 1756 году поступил на службу офицером в австрийскую армию. Во время Семилетней войны он принял участие в битвах при Праге в 1757 году и при Торгау в 1760 году, где был ранен. В 1764 году получил за свои заслуги баронский титул. Во время войны за баварское наследство сначала командовал пехотным батальоном, затем был произведён в полковники. В ходе Австро-турецкой войны 1787—1792 принял участие в осаде Белграда, где вновь был ранен, повышен в чине до генерал-майора в декабре 1788 года и назначен в следующем году комендантом крепости Йозефштад.
Колли-Марки был стройным мужчиной среднего роста с голубыми глазами. Современники описывали его как смелого, умного, спокойного под огнём. Раны, полученные Колли-Марки, были такими тяжёлыми, что в бою он иногда вынужден был перемещаться на носилках по фронту армии, которой руководил.
В 1793 году австрийское правительство произвело Колли-Марки в фельдмаршал-лейтенанты (генерал-лейтенанты) и предложило его кандидатуру, как талантливого военачальника-итальянца, своим союзникам-сардинцам в качестве главнокомандующего. Должность сардинского главнокомандующего генерал Колли занимал с 1792 по 1796 год. В 1793-94 годах он сражался в Саорге. В ноябре 1795 года принял участие в битве при Лоано, которая открыла французам двери в Италию. В ходе кампании отношения между австрийцами и сардинцами становились всё более напряжёнными, что поставило Колли в сложную ситуацию.
Весной 1796 года император Франц II назначил друга Колли, военачальника Иоганна Петера Болье, главнокомандующим австрийской армией в Пьемонте. Таким образом, в Пьемонте против французов оказались сосредоточены две армии: австрийская Болье и сардинская Колли, причём их командующие находились в хороших отношениях между собой. Это могло принести австрийцам успех, однако на их беду командовать французской армией в Италии Директория назначила Бонапарта.
Как только Болье начал наступление на правый фланг французских войск, Бонапарт немедленно прошёл между австрийской и сардинской армиями. После смещения и отклонения на северо-восток австрийской армии в результате поражения при Монтенотте, французский генерал развернулся, чтобы провести атаку на армию Колли, которому нанёс сокрушительное поражение при Мондови 21 апреля 1796 года, что вынудило сардинского короля подписать с французами перемирие.
Подписав перемирие в Кераско 28 апреля, король Сардинии Виктор Амадей III отделился от Первой коалиции. Колли-Марки был освобождён от своих обязанностей, вернулся на австрийскую службу и принял командование дивизией в армии Болье. Возглавляя отступление войск с северного фланга через Милан и Кассано-д’Адду, он не принимал участия в битве при Лоди, но выполнил приказ Болье уйти в Боргетто 6 мая. Он покинул имперскую армию в Италии в то же время, что и Болье, которого в начале июня сменил фельдмаршал Вурмзер.
Колли-Марки, однако, не оставил попытки взять реванш над французами. Он принял командование армией Папы Римского, но в феврале 1797 года в сражении при Фаэнце не имевшая реального боевого опыта папская армия была наголову разбита войсками французского генерала Виктора, и никакие старания Колли-Марки не помогли избежать разгрома папских войск. В результате, папа Пий VI вынужден был просить Францию о мире. Это открыло французской армии дорогу на Неаполь, который тоже продержался недолго.
После недолгого пребывания на неаполитанской службе*, Колли-Марки с 1804 по 1807 год исполнял обязанности австрийского посла в созданном Наполеоном королевстве Этрурия. Он умер во Флоренции 22 декабря 1808 года.

* Милютин спутал генерала Колли-Марки с пьемонтским генералом Колли-Риччи (1760—1809), перешедшим в 1798 году на французскую службу и взятым в плен в 1799 году в сражении при Нови.